# 邁氏短線脂鯉
邁氏短線脂鯉（学名：Curimatopsis myersi），為輻鰭魚綱脂鯉目脂鯉亞目無齒脂鯉科的其中一個種，分布於南美洲巴拉圭河流域，體長可達4.3公分，棲息在河川底中層水域，生活習性不明。